# Becquerelia cymosa
Becquerelia cymosa là một loài thực vật có hoa trong họ Cói. Loài này được Brongn. mô tả khoa học đầu tiên năm 1833.

## Hình ảnh

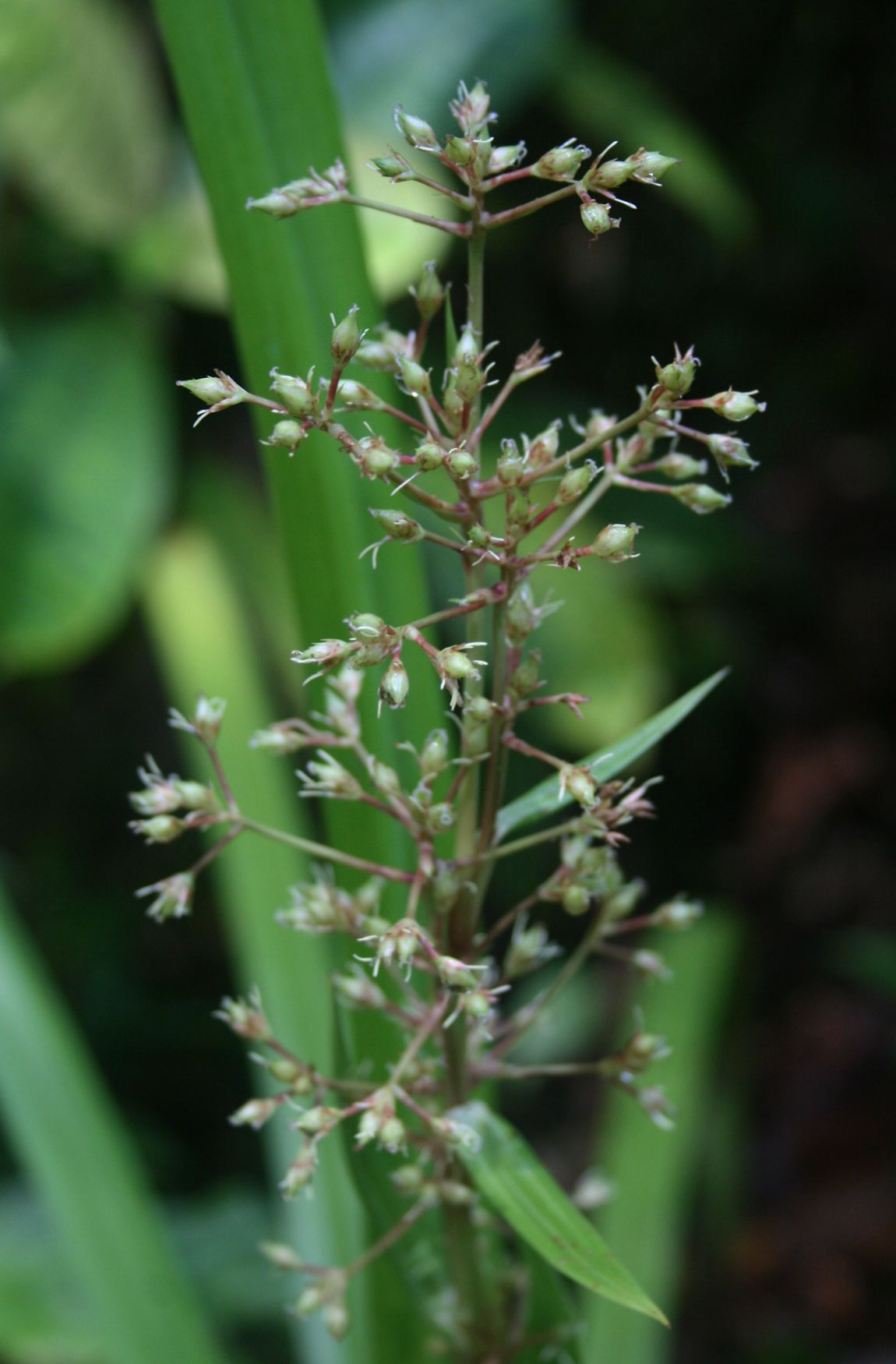